# Mistrzostwa Ameryki Południowej w Piłce Siatkowej Kobiet 2009
XXVIII Mistrzostwa Ameryki Południowej w piłce siatkowej kobiet odbyły się w 2009 roku w Porto Alegre w Brazylii. W mistrzostwach wystartowało 8 reprezentacji. Mistrzem została po raz szesnasty reprezentacja Brazylii.

## Klasyfikacja końcowa
| Miejsce | Reprezentacja |
| ------- | ------------- |
|         | Brazylia      |
|         | Argentyna     |
|         | Peru          |
| 4.      | Kolumbia      |
| 5.      | Urugwaj       |
| 6.      | Wenezuela     |
| 7.      | Chile         |
| 8.      | Paragwaj      |

## Nagrody
- MVP: Fabi
- Najlepsza punktująca: Leyla Chihuán
- Najlepsza atakująca: Leyla Chihuán
- Najlepsza blokująca: Carol Gattaz
- Najlepsza serwująca: Yael Castiglione
- Najlepsza przyjmująca: Marianela Robinet
- Najlepsza rozgrywająca: Dani Lins
- Najlepsza broniąca: Fabi
- Najlepsza libero: Marianela Robinet